# Palo Seco Velodrome
Palo Seco Velodrome is een multifunctioneel stadion gebruikt voor voetbalwedstrijden en een 400 meter lange velodroom in Palo Seco.

## Geschiedenis
Het voetbalveld werd gebruikt door United Petrotrin FC dat voortkwam uit twee ploegen gesteund door twee oliestaatsbedrijven. Er werden een paar internationale wedstrijden gespeeld. De velodroom en het bijhorende voetbalveld was in verval geraakt na het verdwijnen van United Petrotrin FC in 2009. In 2023 kwamen er plannen voor de renovatie van de velden net zoals het aanliggende atletiekveld. De tribune voor 1000 man zou gerenoveerd worden en een nieuwe tribune voor 500 man zou worden bijgebouwd.

## Interlands
| 1 | 5 januari 1996 | Trinidad en Tobago – Venezuela | 0 – 0 | Oefeninterland |